# العقرب الرئوي
العقرب الرئوي الكريكتوني (الاسم العلمي: Pulmonoscorpius kirktonensis) وهو نوع منقرض من العقارب العملاقة التي عاشت خلال مرحلة الفيسان من العصر الفحمي. وجدت أحفورته في شرق مقلع كيركتون، غرب لوثيان في اسكتلندا. لم يعرف ماهو النظام الغذائي للعقرب الرئوي بشكل مباشر، ولكن يعتقد أن تكون المفصليات الأصغر جزءا من نظامه الغذائي، ويعتقد أن لدغته قادرة على اسقاط رباعيات الأطراف الصغيرة.